# Amiais de Cima
Amiais de Cima é uma aldeia Portuguesa pertencente à freguesia de Abrã, concelho de Santarém.
Situada na vertente sul do Maciço de Porto de Mós, com a Serra dos Candeeiros dista 30 quilómetros da sede de concelho.
O seu nome resultou, segundo várias opiniões, de terem existido bastantes Amieiros junto à ribeira de Amiais, que a atravessa e vai desaguar junto à Nascente do rio Alviela.
Data de 1621 a sua agregação à Freguesia de Abrã, ano em que a freguesia foi criada.
A povoação cresceu em torno da Capela da Santíssima Trindade, que data de 1733.
Em 1810 a povoação foi saqueada pelas tropas francesas sob o comando do General Massena, tendo-se refugiado a sua população nas Serras de Aire e Candeeiros.
Conta-se que as cruzes de prata da Capela da Santíssima Trindade aquando das invasões francesas foram escondidas no telhado da Capela, tendo escapado ao saque. As mesmas ainda são utilizadas actualmente nas procissões e funerais.
A cruz da Capela da Santíssima Trindade, faz parte da Heráldica da Freguesia de Abrã.
Tem como principal eixo viário a Estrada Nacional 361, ligação esta que tem contribuído decisivamente para o seu crescimento.
Teve como base industrial, a indústria cerâmica e de transformação de madeira.
Actualmente possuí indústrias de cerâmica, curtumes e mobiliário, como principais fontes de riqueza.
Os Amiais de Cima são conhecidos pelas suas fábricas de móveis, como o J. J. Louro Pereira e os Móveis Alviela.